# Christian Sprenger
Christian David Sprenger (Brisbane, 19 de dezembro de 1985) é um nadador australiano.

## Carreira
Nos Jogos Olímpicos de Pequim 2008 ganhou a medalha de prata no revezamento 4x100m medley australiano, ficou em 14º lugar nos 100 metros peito e em 26º lugar nos 200 metros peito. Em Londres 2012 ganhou a medalha de prata nos 100 metros peito.
É recordista mundial dos 200 metros peito desde 2009, em piscina olímpica. Em piscina curta, foi recordista mundial dos 200 metros peito em 2009.